# Payuk Lake
Payuk Lake är en sjö i Kanada.   Den ligger i provinsen Manitoba, i den centrala delen av landet, 2 100 km nordväst om huvudstaden Ottawa. Payuk Lake ligger 294 meter över havet. Arean är 5,0 kvadratkilometer. Den sträcker sig 4,5 kilometer i nord-sydlig riktning, och 3,5 kilometer i öst-västlig riktning.
Trakten runt Payuk Lake är nära nog obefolkad, med mindre än två invånare per kvadratkilometer.